# Veuvage en Afrique subsaharienne
Le veuvage en Afrique subsaharienne  est l'état juridique et social d'un Africain ou Africaine dont l'époux ou l'épouse est décédée. Cette personne devient juridiquement veuve. La cérémonie de veuvage en Afrique est une pratique par laquelle le veuf ou la veuve prouve à l'esprit du mari ou de la femme défunte son amour après sa mort.

## Cérémonie de veuvage
En RD Congo, la cérémonie de veuvage est obligatoire selon la tradition juste pour éloigner l'esprit du défunt ou de la défunte du conjoint ou de la conjointe vivante. La cérémonie de veuvage en Afrique noire en général met l'homme ou la femme qui a perdu son époux ou épouse à part jusqu'à ce que les jours de cérémonie ne finissent avant qu'il ou elle soit intégrée dans la société[réf. nécessaire]. 
Dans certaines cultures, le veuvage est lié à la religion traditionnelle à laquelle l'homme et la femme sont soumises. Des tenues spéciales sont aussi utilisées selon les régions, le blanc pour certains comme au Nigeria, le noir pour d'autres comme au Togo, au Ghana, en Côte d'Ivoire, Bénin.[réf. nécessaire]

## Effets sur la santé et la qualité de vie
La mort d'un conjoint est un traumatisme important, source pour le conjoint survivant d'un risque accru de dépression et de dégradation de la santé. D'autres tombent dans l'alcoolisme et la drogue. Des familles compréhensives cependant soutiennent l'homme ou la femme qui a perdu son ou sa conjointe.[réf. nécessaire]

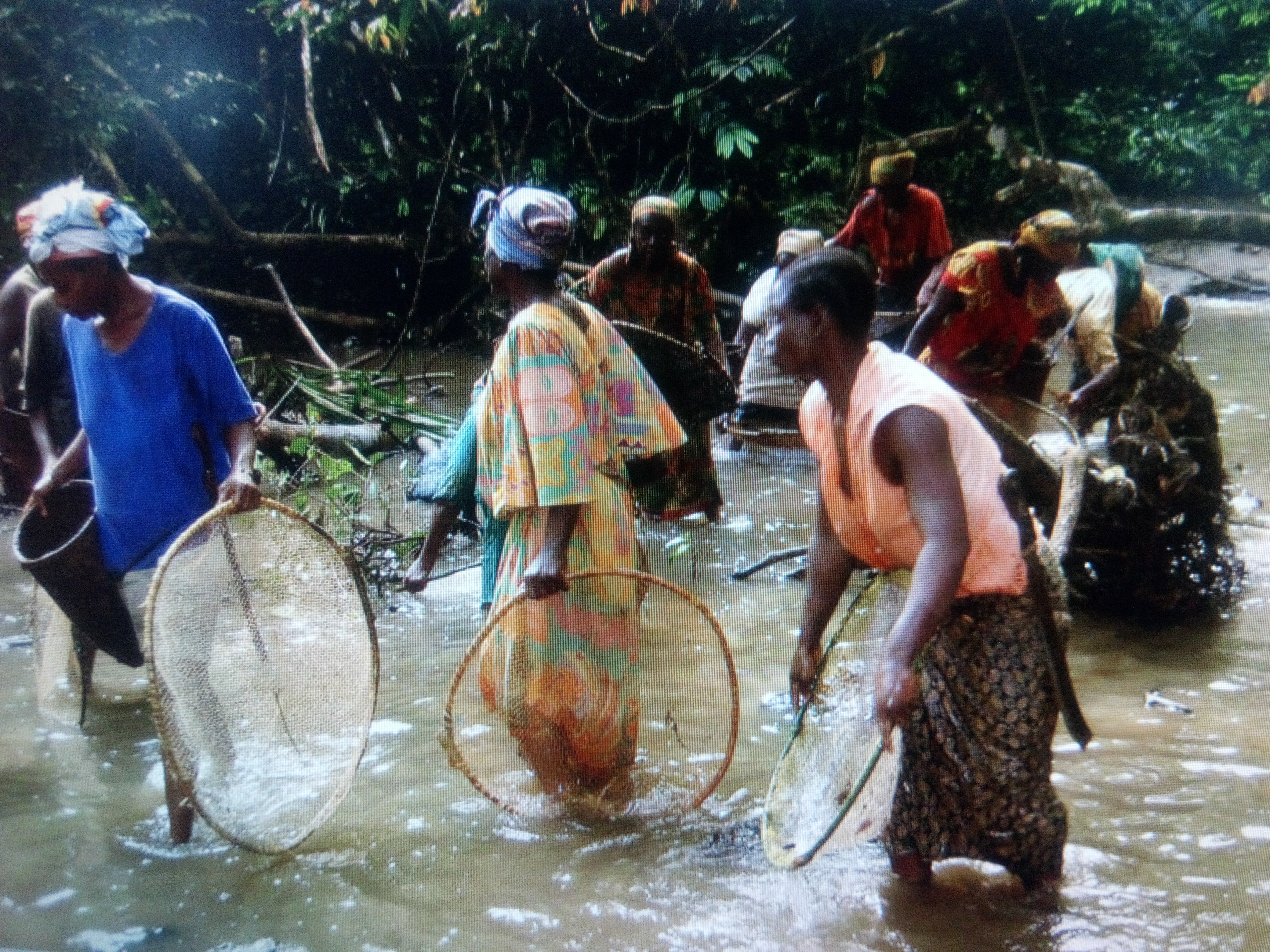
En Ouganda, des veuves exercent des travaux pénibles et dangereux pour subvenir aux besoins de leurs enfants.

Les femmes deviennent vulnérables lorsqu'elles perdent leur mari, car elles subissent la plupart du temps des menaces et des tortures à travers la cérémonie de veuvage. 
Certains peuples aussi exigent des hommes qui ont perdu leur femme de subir le veuvage imposé par la famille de la femme défunte.[réf. nécessaire]

## Dans la littérature
L'écrivaine camerounaise, Jeanne Mbella Ngom, a publié un roman, en 2016 sur le sujet. La principale protagoniste du livre est la veuve d'un petit fonctionnaire camerounais. Elle est à la fois mal traitée par sa belle famille et engluée dans des démarches administratives à la suite du décès de son mari. Ses enfants pâtissent de la situation : l'aîné doit abandonner ses études pur subvenir aux besoins de sa fratrie et sa sœur cadette tombe enceinte et cesse d'aller à l'école. Ce roman a eu une certaine notoriété au moment de sa parution et fait l'objet d'études par des universitaires à partir de 2020,.

## Référence
1. ↑  Bernard Tondé, Le veuvage en Afrique : dimensions socioculturelles, mystiques, morales et juridiques / (ISBN 978-2-343-15599-9, lire en ligne)
2. ↑  Guy Aimé Eblotié, « Les rites de veuvage en RD-Congo », sur La Croix Africa, 3 décembre 2020 (consulté le 2 janvier 2024)
3. ↑  « La détresse des veuves en Afrique : spoliées et mises au ban de la société », sur Franceinfo, 7 juillet 2017 (consulté le 2 janvier 2024)
4. ↑  Seule contre tous: roman, Proximité, 2016, 156 p. (ISBN 978-2-258-04072-4, lire en ligne)
5. ↑  Darren Lambo Ebelle, « Actualités CAMEROUN :: Littérature : « Seule contre tous », roman de Jeanne Mbella Ngom, est dans les librairies :: CAMEROON News », sur camer.be, 3 juillet 2016 (consulté le 3 novembre 2024)
6. ↑  Brice Kouakou Tchuigwa, « Peinture De L’expression Et Du Corps Dans La Littérature Camerounaise Contemporaine : Une Analyse Des Observables Verbaux Et Non-verbaux Dans La Prose Romanesque De Jeanne Mbella Ngom, Valentin Ateba Et Daniel Yegue. », Paradigme, vol. 1, no 1,‎ 1er semestre 2023, p. 191-206 (ISSN 2602-7933, lire en ligne  [PDF])
7. ↑  Gérard Keubeung, « Mise en scène du banal et critique sociale chez Jeanne Mbella Ngom », Women in French Studies, vol. 2020, no 1,‎ 2020, p. 103–115 (ISSN 2166-5486, lire en ligne, consulté le 24 octobre 2024).